# Šílený Max: Zběsilá cesta
Šílený Max: Zběsilá cesta (v anglickém originále Mad Max: Fury Road) je australský postapokalyptický sci-fi film režiséra Georga Millera s hlavním hrdinou Maxem Rockatanskym, kterého hraje Tom Hardy. Mimo Austrálii se natáčelo v Namibii, premiéru měl 14. května 2015. Je to první film série Mad Max, kde Maxe Rockatanského nehraje Mel Gibson.
Děj se opět odehrává v apokalypsou zničené Austrálii a sleduje příběh tuláka Maxe, který při svém útěku před šíleným Immortanem „císařem“ Joem narazí na další uprchlíky v podobě skupiny krásných žen, kterým s útěkem pomáhá elitní bojovnice a rebelka Furiosa (Charlize Theron). Joe je ponížen únikem svého harému, povolává k sobě všechny své vojenské síly a začíná pronásledování – brutální válka, ve které se rozhodne, kdo přežije a stane se největším bojovníkem v poušti.

## Herecké obsazení
| Tom Hardy                    | Max Rockatansky, bývalý policista a osamělý tulák pouští |
| Charlize Theron              | Furiosa                                                  |
| Nicholas Hoult               | Nux, řidič stíhacího vozu v armádě Immortana Joea        |
| Hugh Keays-Byrne             | Immortan Joe, vůdce Citadely                             |
| Josh Helman                  | Slit                                                     |
| Nathan Jones                 | Rictus Erectus                                           |
| Zoë Kravitz                  | Toast, mladá žena Immortana                              |
| Rosie Huntington-Whiteleyová | Angharad, mladá žena Immortana                           |
| Riley Keough                 | Capable, mladá žena Immortana                            |
| Abbey Lee                    | Dag, mladá žena Immortana                                |
| Courtney Eaton               | Cheedo, mladá žena Immortana                             |
| John Howard                  | Požírač lidí                                             |
| Richard Carter               | The Bullet Farmer, vůdce Bullet Farm                     |
| iOTA                         | The Doof Warrior                                         |
| Angus Sampson                | Organik                                                  |
| Jennifer Hagan               | Miss Giddy                                               |
| Megan Gale                   | Valkyrie                                                 |
| Melissa Jaffer               | Strážkyně semínek                                        |
| Jon Iles                     | The Ace                                                  |
| Quentin Kenihan              | Corpus Colossus                                          |

Dále hrály Melita Jurisic, Gillian Jones, Joy Smithers, Antoinette Kellerman a Christina Koch jako členky kmene Vuvalini.

## Děj
Země se v nejmenované blízké budoucnosti po ničivé jaderné válce o zdroje jako je ropa a voda stala vyprahlou nehostinnou pustinou, v níž zbytky lidí přežívají sdruženy v klanech nebo v malých opevněných či jinak chráněných osadách. Max Rockatansky, bývalý policista z před-apokalyptických dob, cestuje krajinou jako samotář. Trpí halucinacemi a děsivými sny, v nichž ho zemřelí lidé včetně jeho dcery obviňují, že je nezachránil.
Během osamocené poutě je chycen skupinou přívrženců Immortana Joea z blízké osady Citadela. Immortan Joe je vůdce osady, který si udržuje nadvládu díky zdroji podzemní vody – velmi ceněné komodity, kterou nazývá aquacola. Hýčká si harém nejplodnějších žen (často unesených odjinud), jejichž potomci se stávají válečníky v jeho armádě. Udržuje také obchodní styky s nedalekými osadami Bullet Farm (kde se vyrábí střelivo) a Gas Town (zde se vyrábí palivo). 

Do Gas Townu je poslán spolu s ozbrojeným doprovodem kamion The War Rig s cisternou pro benzín, řidičkou je Furiosa, která má v hierarchii jeho armády vyšší hodnost. Vyjde najevo, že konvoj sjel z cesty směrem k nepřátelskému území. Immortan po tomto zjištění běží do skrytých místností harému a sezná, že pět jeho mladých manželek určených k plození dětí chybí. Na zemi a po zdech jsou nápisy:

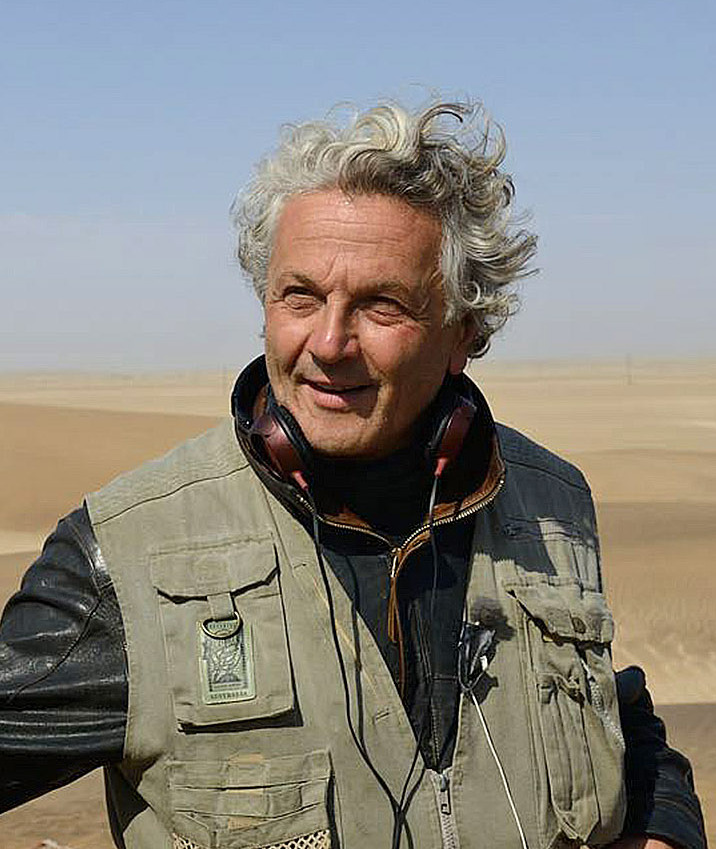
Režisér George Miller v průběhu natáčení

„OUR BABIES WILL NOT BE WARLORDS“ (Naše děti nebudou válečníci)
„WE ARE NOT THINGS“ (Nejsme věci)
Opatrovnice mu řekne, že nejsou jeho majetkem a že samy prosily Furiosu, aby je odvezl co nejdále od Immortana. Furiosa mezitím míří na východ, odkud pochází (z kmene Vuvalini–arcimatek, jako dítě byla unesena) a kde má existovat čisté místo plné zeleně. Projíždí přes území klanu Krkounů a musí odrážet jejich ataky. V patách jsou jejímu konvoji již i jednotky Immortana. Pronásledování se účastní i oslabený Nux, řidič stíhacího vozu. Jako zásobárna krve mu slouží univerzální dárce Max, který je přivázán na kůlu na přídi vozu. Furiosa se snaží uniknout pronásledovatelům v písečné bouři. Nux se drží kamionu, ale je smeten z cesty. On i Max přežijí, ale automobil je zcela zničen.
Po bouři se Max probere a spatří Furiosu s pěti mladými ženami Joea (Capable, Cheedo, Toast, Dag a Angharad – která je v pokročilém stupni těhotenství). Po krátce potyčce s Furiosou, do níž zasáhne i Nux, chce Max odjet s kamionem pryč, ale kvůli instalovanému imobilizéru ujede pouze několik desítek metrů. Max nakonec souhlasí s doprovodem Furiosy a dívek. Nuxe vyzvedne stíhající armáda Immortana.

Furiosa projíždí přes kaňon ovládaný gangem motorkářů, jimž slíbila za volný průjezd palivo. Nicméně se nepočítalo s pronásledovateli a z obchodu sejde. Motorkáři odpálí nálože a zablokují pronásledovatele (přes zával se prozatím dostane jen Immortan se svým monster truckem The Gigahorse) a zaútočí na kamion. Po odražení jejich útoku nastává souboj s vozidlem Immortana, během něhož spadne z kamionu těhotná Angharad a je přejeta Immortanovým vozidlem, ačkoli ten strhl ihned volant do strany při snaze přejetí své manželky a nastávajícího potomka zabránit. Snaha byla marná, Angharad i s dítětem jsou mrtvi. Nux byl vysazen na kamion, aby jej zastavil, což se mu nezdařilo.
Furiosa seznámí Maxe s cílem své jízdy, bájným místem plný zeleně, který si pamatuje z mládí. Kamion zapadne v blátě na nehostinném ponurém místě. Nux se stane spojencem. Pronásledující armádu se podaří zpomalit pomocí výbušnin, nicméně jeden ze spojenců Immortana, Bullet Farmer pokračuje ve stíhání na pásovém vozidle. Nux pomůže Maxovi s vyproštěním kamionu z bahna. Furiosa opětuje palbu Bullet Farmera a oslepí jej. Max nařídí poodjet s kamionem opodál a jde skoncovat s Bullet Farmerem a jeho doprovodem. Po chvíli se vrací i s pytlem plným zbraní a munice. Cesta může pokračovat.
Později narazí na stožár elektrického vedení s nahou ženou prosící o pomoc. Max tuší léčku, ale Furiose je místo povědomé. Vyjde z tahače a uvede svůj původ. Nahá žena svolá svůj klan arcimatek, k němuž kdysi Furiosa patřila. Žen z klanu však mnoho nepřežilo a Furiosa je zdrcená po zjištění, že oním zeleným rájem je nyní ponurá bažina, kterou nedávno projížděli. Skupina se poté rozhodne jet dále na východ v naději na nalezení vhodného místa pro nový domov. Max se vydává vlastní cestou, ale záhy skupinu dojede a poradí Furiose vrátit se do Citadely. Ta je totiž nyní prakticky nechráněná. Ačkoli to vypadá bláznivě, šance na přežití jsou přece jen poněkud větší než bloumat pouští. Znamená to však prorazit si cestu zpět a zablokovat Immortanovu armádu v kaňonu. Furiosa i ostatní nakonec souhlasí.
Během bojů s Immortanovými vozidly při zpáteční cestě je Furiosa vážně zraněna. Immortan Joe se dostane před kamion a snaží se ho zbrzdit. Podaří se mu získat zpět ženu Toast, ta nakonec odvede dostatečně jeho pozornost a Furiose se podaří odtrhnout mu z obličeje dýchací masku, čímž ho zabije. Nux se obětuje a havaruje s kamionem, zablokuje tak cestu dalším pronásledujícím automobilům. Max poskytne transfúzi krve Furiose.
Po příjezdu do Citadely utiskovaný lid oslavuje smrt Immortana. Kyne jim naděje na lepší život a spravedlivější příděly vody. Furiosa a zbývající dívky jsou přijaty zpět. Max se opět vydává na samotářskou pouť vyprahlou pouští.

## Produkce
Příprava filmu prošla dlouhým vývojem. První nápad na námět vymyslel George Miller už v roce 1987 po dokončení třetího dílu série. K nápadu se vrátil v podobě synopse a scénáře až na konci 90. let, kdy však nebylo jisté financování od společnosti Warner Bros ani účast Mela Gibsona. Teprve v roce 2010 se příprava projektu rozjela naplno. Původní lokace natáčení v Namibii musela být zamítnuta kvůli údajnému nevratnému poškození přírody a natáčení se přesunulo do Austrálie.  V roce 2012 se však natáčení opět přesunulo do Namibie, konkrétně do národního parku Dorob. V Austrálii se natáčely pouze některé scény z Citadely. Přestože bylo ve filmu použito CGI efektů a postprodukčních triků, 90% natočených scén byla použita z reálného natáčení. Střihačka Margaret Sixel (žena George Millera) měla k sestřihu k dispozici 480 hodin materiálu.

## Vozidla
Ve filmu se objevilo více než 150 vozidel. Přehled několika z nich:
- The War Rig – kamion s návěsem, který řídí Furiosa. Třínápravový podvozek 6x6 s rámem je z Tatry T815.[7][8] Kabina původní trambusové koncepce (vepředu nad motorem) byla posunuta doprostřed šasi a doplněna o rozšířenou zadní část karoserie Chevroletu Fleetmaster Sedan z let 1946–1947. Pro potřeby natáčení byly vyrobeny tři kamiony The War Rig.
- The Gigahorse – vůz Immortana Joea je složen ze dvou karoserií Cadillac Coupe de Villes 1959 na speciálním podvozku s motorem Chevrolet Chevy 502.[7]
- Interceptor – Maxův Interceptor byl upravený muscle car Ford Falcon XB GT Coupe 1973.
- Doof Wagon – MAN LKW 15 t mil gl KAT I A1 (8x8)
- The Peacemaker – Howe & Howe Ripsaw EV1 s dodatečně instalovanou karoserií vozu Chrysler Valiant Charger a motorem Merlin 540 resp. Chevrolet 502 V8.
- The People Eater's limousine neboli Gastown Petrol Tanker – upravený těžký nákladní automobil AM General M814 s karoserií Mercedes-Benz V123.
- Ploughboy – je upravený automobil australské značky Holden, typ EK Special Station Wagon.
- Claw Truck – upravený Ford F250, model 1980.
- Plymouth Rock

## Přijetí
Film vydělal 153,6 milionů dolarů v Severní Americe a 224,8 milionů dolarů v ostatních oblastech, celkově tak vydělal 378,4 milionů dolarů po celém světě. Rozpočet filmu činil 150 milionů dolarů. V Severní Americe byl oficiálně uveden 15. května 2015, společně s filmem Ladíme 2. Za první víkend docílil druhé nejvyšší návštěvnosti, kdy vydělal 45,4 milionů dolarů. Na první místě se umístil film Ladíme 2 s výdělkem 69,2 milionů dolarů.
Film získal pozitivní kritiku. Na recenzní stránce Rotten Tomatoes získal z 356 započtených recenzí 97 procent s průměrným ratingem 8,6 bodů z deseti. Na serveru Metacritic snímek získal z 51 recenzí 90 bodů ze 100. Na Česko-Slovenské filmové databázi snímek získal 80 % a k červnu 2019 držel 156. místo v žebříčku nejoblíbenějších filmů.